# Villers-en-Haye
Villers-en-Haye ist eine französische Gemeinde mit 159 Einwohnern (Stand: 1. Januar 2022) im Département Meurthe-et-Moselle in der Region Grand Est (bis 2015 Lothringen). Sie gehört zum Arrondissement Nancy (bis 2022: Arrondissement Toul) und ist Mitglied im Gemeindeverband Communauté de communes du Bassin de Pont-à-Mousson.

## Geografie
Villers-en-Haye liegt etwa 20 Kilometer nordnordwestlich von Nancy und etwa 19 Kilometer nordnordöstlich von Toul im Regionalen Naturparks Lothringen. Umgeben wird Villers-en-Haye von den Nachbargemeinden Gézoncourt im Nordwesten und Norden, Griscourt im Norden, Dieulouard im Osten, Saizerais im Südosten und Süden, Rosières-en-Haye im Süden und Südwesten sowie Rogéville im Westen.
Die Gemeinde liegt oberhalb des Esch, einem Nebenfluss der Mosel. Der Landstrich nennt sich Petite Suisse Lorraine, weil die Landschaft an die der Schweiz erinnert. Etwa zwei Drittel der Fläche der Gemeinde werden landwirtschaftlich genutzt, etwa ein Drittel ist bewaldet (vor allem durch den Bois communal de Villers-en-Haye). Villers-en-Haye liegt fernab von größeren Verkehrsachsen. Die Route départementale D 10 verbindet die Gemeinde mit den Nachbargemeinden Rogéville im Südwesten und Dieulouard im Osten.
Der Fernwanderweg GR 5 von Schengen (Luxemburg) nach Nizza durchquert das Gemeindegebiet.

## Bevölkerungsentwicklung
| Jahr                       | 1962 | 1968 | 1975 | 1982 | 1990 | 1999 | 2006 | 2019 |
| Einwohner                  | 201  | 174  | 163  | 161  | 148  | 181  | 167  | 170  |
| Quellen: Cassini und INSEE |      |      |      |      |      |      |      |      |

## Sehenswürdigkeiten
- Kirche Saint-Mansuy aus dem 18. Jahrhundert
- Schloss aus dem 18. Jahrhundert, Umbauten aus dem 19. Jahrhundert
- Alte Mühlen